# إبسيلون النهر b
إبسيلون النهر b المعروف حاليا بالتسمية الرسمية إيجير هو كوكب خارج المجموعة الشمسية يقع على بعد حوالي 10 سنوات ضوئية من الأرض في كوكبة النهر حول أحد نجوم إدحيّ النعام الذي يحمل الاسم إبسيلون النهر في تسمية باير الدليلة .
الكوكب والنجم المستضيف له من أحد الأنظمة الكوكبية التي اختارها الاتحاد الفلكي الدولي كجزء من العملية العامة لمنح أسماء مناسبة للكواكب الخارجية والنجوم التي تستضيف الكواكب وتشمل العملية مشاركة وترشيح الجمهور والتصويت على الأسماء الجديدة. في ديسمبر 2015، أعلن الاتحاد الفلكي الدولي الأسماء الفائزة وكانت إيجير لهذا الكوكب وران للنجم (AEgir - Rán). كلا الاسمين مستمدة من أساطير الميثولوجيا النوردية . قدمت الأسماء الفائزة من قبل جيمس أوت، البالغ من العمر 14 عاماً وهو تلميذ في مدرسة منتينزيد المتوسطة في كولبيرت.

## الاكتشاف

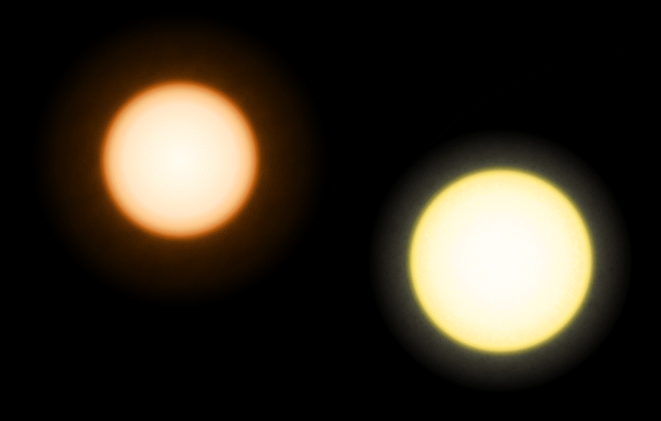
مقارنة حجم إبسيلون النهر (يسار) مع الشمس (يمين)

نجم إبسيلون النهر من النجوم الشمسية ومن أقربها فهو يقع على بعد 10 سنوات ضوئية نحو 3.2 فرسخ فلكي فقط من الشمس لذلك أجريت محاولات عديدة لاكتشاف مرافق كوكبي لة.
وفي أوائل التسعينات أشتبة فريق كندي بقيادة بروس كامبل وجوردون ووكر بوجود كوكب حول نجم إبسيلون النهر ولكن ملاحظاتهم لم تكن حاسمة بما فيه الكفاية. في 7 أغسطس 2000 أعلن وجود هذا الكوكب رسمياً من قبل فريق بقيادة أرتي هاتسيس. ولكن ظل هذا الاكتشاف مثير للجدل.
قدر المكتشفون كتله الكوكب بنحو 1.2 ± 0.33 كتلة مشترية ومتوسط مسافة مدارية قدرها 3.4 وحدة فلكية من النجم. واقترح المراقبون، بمن فيهم جيفري مارسي، أن هناك حاجة إلى مزيد من المعلومات حول سلوك تشويش دوبلر للنجم الناشئ عن المجال المغناطيسي الكبير والمتنوع قبل تأكيد هذا الكوكب.
في عام 2006 أجرى مرصد هابل الفضائي قياسات فلكية وأكد وجود هذا الكوكب. أشارت هذه القياسات إلى أن كتلة الكوكب تعادل 1.5 كتلة مشترية ومدارة يشارك نفس مستوى مدار قرص غبار خارجي رصد حول النجم. وقد يكون الانحراف المداري المركزي المستمد من هذه القياسات : إما 0,25  أو 0.7.
من ناحية أخرى اكتشف مقراب سبيتزر الفضائي حزام كويكبات يبعد عن النجم 3 وحدة فلكية. في عام 2009 ادعى فريق بروجي أن انحراف مدار الكوكب المقترح ووجود هذا الحزام كانت غير متناسقة: لن الكوكب سوف يمر عبر حزام الكويكبات وسرعان ما يزيل مواد الحزام. ويمكن التوفيق بين الكوكب ووجود حزام كويكبات في حال كانت مادة الحزام قد هاجرت من حزام مذنبات خارجي المعروف أنة موجود حول نجم إبسيلون النهر.

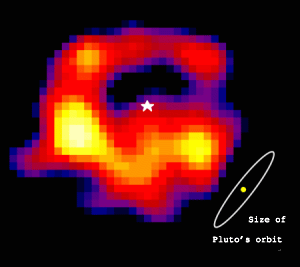
صورة الطول الموجي الملتقطة لجزيئات الغبار حول إبسيلون النهر